# Mikel Rouse
Mikel Rouse (Michael Rouse) es un compositor estadounidense nacido en San Luis, Misuri, el 26 de enero de 1957. Asociado al movimiento conocido como Totalismo, al que pertenecen otros autores como John Luther Adams, Glenn Branca, Rhys Chatham, Kyle Gann, Michael Gordon, Arthur Jarvinen, Diana Meckley, Ben Neill, Larry Polansky y Evan Ziporyn, es conocido por sus óperas.
Rouse escribe una música emanada de la música popular, usando técnicas complejas derivadas de las músicas del mundo, el minimalismo y la vanguardia. Ante la falta de apoyo institucional, es partidario del músico autodidacta, lo que no obsta de haber recibido educación musical en la Universidad de Misuri-Kansas City.

## Obras
- Dennis Cleveland
- Failing Kansas
- Quick Thrust
- The End of Cinematics